# Lac Matthes
Pour les articles homonymes, voir Matthes.
Le lac Matthes (en anglais : Matthes Lake) est un lac américain dans le comté de Mariposa, en Californie. Il est situé à 2 932 mètres d'altitude au sein de la Yosemite Wilderness, dans le parc national de Yosemite.